# Dekanat Kraków-Bronowice
Dekanat Kraków – Bronowice – jeden z 45 dekanatów w rzymskokatolickiej archidiecezji krakowskiej.

## Parafie
W skład dekanatu wchodzi 9 parafii:
1. parafia bł. Anieli Salawy – Kraków Krowodrza (Łobzów)
2. parafia MB Nieustającej Pomocy – Kraków Bronowice (Mydlniki)
3. parafia NMP z Lourdes – Kraków Krowodrza (Nowa Wieś)
4. parafia św. Antoniego Padewskiego – Kraków Bronowice (Bronowice Małe)
5. parafia św. Jacka – Kraków Bronowice
6. parafia św. Jana Kantego – Kraków Bronowice (os. Bronowice Nowe)
7. parafia św. Szczepana – Kraków Krowodrza (Nowa Wieś)
8. parafia św. Wojciecha – Kraków Bronowice (os. Bronowice Małe Wschód)
9. parafia św. Antoniego z Padwy – Rząska

## Sąsiednie dekanaty
Bolechowice, Czernichów, Kraków – Centrum, Kraków – Krowodrza, Kraków – Salwator